# Flexaton

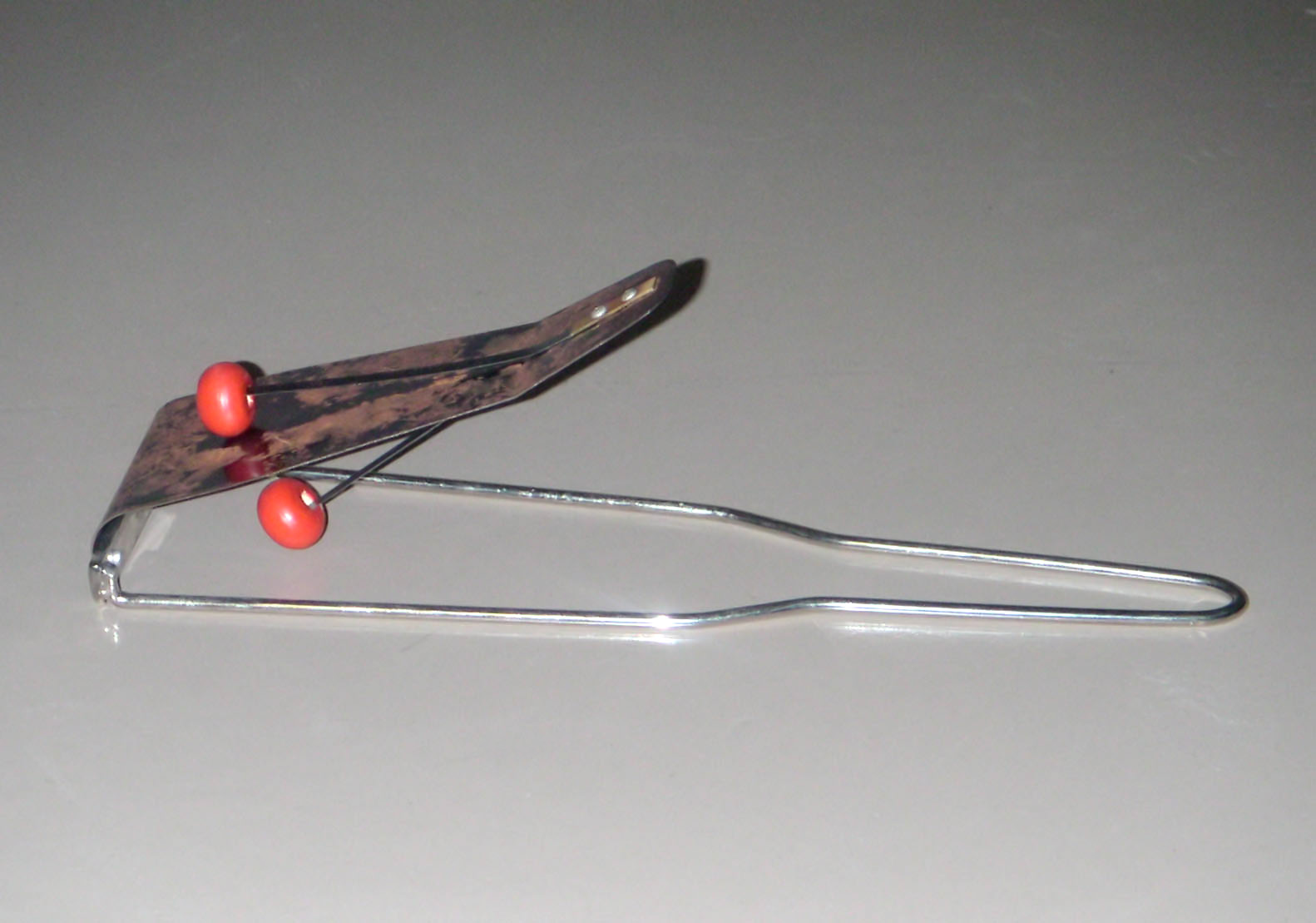
Flexaton

Das Flexaton ist ein Musikinstrument, das zur Gruppe der Idiophone und innerhalb dieser zu den Rahmenrasseln zählt. Der Name stammt aus dem Englischen: to flex a tone, „einen Ton biegen“. Mit seinem Glissando (ähnlich dem einer singenden Säge) wurde das Instrument unter anderem eingesetzt, um Cartoons akustisch zu untermalen.
Ein Flexaton sieht aus wie ein Spachtel oder eine Maurerkelle mit Bügel und zwei daran befestigten Klöppeln. Der Ton des Flexaton wird dabei durch das Schlagen der Klöppel gegen die Metallplatte erzeugt.
Durch unterschiedlich starken Druck mit dem Daumen auf die Federstahlplatte wird der Ton erhöht oder erniedrigt. Das Biegen der Stahlplatte führt zu einer Strukturveränderung im Molekülgefüge, wodurch sich die Härte und damit die Resonanzeigenschaft der klangerzeugenden Stahlplatte (ähnlich wie eine Tonzunge) verändert.

## Entstehung
Die erste zeitliche Fixierung ermöglichen Patente in Großbritannien aus dem Jahr 1922 und 1923. Im Jahr 1924 ließ in den Vereinigten Staaten das Unternehmen Playatone aus New York ein Patent eintragen für ein „Flex-a-tone“.
Das Instrument wurde zuerst in den 1920er Jahren von Jazz-Bands als Effekt benutzt, kommt heute jedoch hauptsächlich und nur noch selten in Orchestermusik vor.

## Spielweisen
Normalerweise wird das Flexaton geschüttelt, so dass die beiden Klöppel von unten und oben gegen das Federblech schlagen (Hörbeispiel s. u.), wobei die Schüttelgeschwindigkeit vom Musiker natürlich frei gewählt wird.
Seltener ist das einmalige Anschlagen des Federblechs mit einem externen Schlägel. Das ist zum Beispiel im Song „I can't dance“ von Genesis ab Takt 4 zu hören.

## Klangcharakter
Das schwingende Blech des Flexatons verbreitet hell-aufgeregte oder melancholisch zarte Töne. Der Klang ist mit einer Mischung aus einer singenden Säge und einer Türklingel vergleichbar.

## Doppelbedeutung des Begriffs „Flexaton“
In der zeitgenössischen Musik des 20. Jahrhunderts, etwa zwischen 1920 und 1970 wurde der Begriff „Flexaton“ sowohl für das Instrument Flexaton als auch für das Instrument Singende Säge verwendet. Komponisten, die mit dem Begriff „Flexaton“ die Singende Säge meinten waren Arthur Honegger (Kurzoper Antigone, 1924/1927), Ernst Krenek (Oper Jonny spielt auf, 1927), Dmitri Dmitrijewitsch Schostakowitsch (Oper Die Nase, 1929, Oper Lady Macbeth von Mzensk, 1934, Filmmusik zu Das neue Babylon, 1929), Aram Chatschaturjan (Klavierkonzert Des-Dur, 1936), Hans Werner Henze (Oper Elegie für junge Liebende, 1961).

## Verwendung
Das Flexaton wird häufig als Effektinstrument in Hörspiel und Theater eingesetzt. In der klassischen Musik kommt es in Orchesterwerken von Louis Glass, Arnold Schönberg, György Ligeti, Tilo Medek, Alfred Schnittke oder Sofia Gubaidulina als Instrument vor. Gelegentlich ist es bei manchen Bands im Bereich Popularmusik des Genres Dancehall und Reggae zu vernehmen.
- Hörbeispiel Flexatonⓘ/?